# Susanna Marchesi
Susanna Marchesi (Arezzo, 13 marzo 1980) è un'ex ginnasta italiana.

## Biografia
Nata nel 1980 ad Arezzo, ha preso parte ai Mondiali di Osaka 1999 e Budapest 2003, arrivando 6ª nel concorso individuale e 8ª nella fune nel primo caso, 19ª nel concorso individuale nel secondo.
A 20 anni ha partecipato ai Giochi olimpici di Sydney 2000, nel concorso individuale, qualificandosi alla finale con il 7º punteggio, 38.924 (9.725 con la fune, 9.725 con il cerchio, 9.741 con la palla e 9.733 con il nastro), chiudendo poi 10ª con 38.85 punti (9.75 con la fune, 9.6 con il cerchio, 9.775 con la palla e 9.725 con il nastro).
Nel 2004 ha terminato 24ª nel concorso individuale agli Europei di Kiev.